# Bahadurganj (Uttar Pradesh)
Bahadurganj – miasto w północnych Indiach w stanie Uttar Pradesh, na Nizinie Hindustańskiej.
Populacja miasta w 2001 roku wynosiła 16 177 mieszkańców.